# Maria Amalia di Sassonia (duchessa)
Maria Amalia di Sassonia (nome completo in tedesco: Maria Amalia Anna Josepha Antonia Justina Augustina Xaveria Aloysia Johanna Nepomucena Magdalena Walburga Katharina; Dresda, 26 settembre 1757 – Neuburg an der Donau, 20 aprile 1831) è stata una principessa sassone e una duchessa di Zweibrücken.

## Biografia
Era la figlia di Federico Cristiano di Sassonia, e di sua moglie, Maria Antonia di Baviera. Siccome i suoi genitori erano primi cugini, Maria Amalia era anche due volte pronipote di Giuseppe I d'Asburgo attraverso le sue due nonne Maria Giuseppa d'Austria e di Maria Amalia d'Asburgo (erano sorelle).
Attraverso la madre, Maria Amalia era un nipote di Carlo VII di Baviera.
Inoltre, era una cugina di Luigi XVI di Francia attraverso la zia Maria Giuseppina di Sassonia.

### Matrimonio
A Dresda, nel 1774, Maria Amalia sposò Carlo di Zweibrücken-Birkenfeld.
Carlo succedette come duca di Zweibrücken nel 1775. In precedenza, era stato aspramente respinto, nel 1768, come marito per l'arciduchessa Maria Amalia d'Asburgo-Lorena dalla madre l'imperatrice Maria Teresa d'Austria.
Maria Amalia e suo marito ebbero un solo figlio, ma morto nell'infanzia.
Nel 1795 suo marito morì e gli successe suo fratello Massimiliano.

### Morte
Maria Amalia morì il 20 aprile 1831, a Neuburg, sopravvivendo al marito 36 anni.

## Discendenza
Maria Amalia e Carlo II Augusto ebbero un figlio:
- Carlo Federico Augusto (1776 - 1784), principe ereditario del Palatinato-Zweibrücken.

## Ascendenza
|                                |                                     |                                              | Genitori                                    |  |  | Nonni |  |  | Bisnonni              |  |  | Trisnonni                        |  |
|                                |                                     |                                              |                                             |  |  |       |  |  | Augusto II di Polonia |  |  | Giovanni Giorgio III di Sassonia |  |
|                                |                                     |                                              |                                             |  |  |       |  |  | Augusto II di Polonia |  |  | Giovanni Giorgio III di Sassonia |  |
|                                |                                     | Anna Sofia di Danimarca                      |                                             |  |  |       |  |  | Augusto II di Polonia |  |  |                                  |  |
| Augusto III di Polonia         |                                     |                                              |                                             |  |  |       |  |  | Augusto II di Polonia |  |  |                                  |  |
|                                |                                     | Cristiana Eberardina di Brandeburgo-Bayreuth | Cristiano Ernesto di Brandeburgo-Bayreuth   |  |  |       |  |  |                       |  |  |                                  |  |
|                                |                                     | Cristiana Eberardina di Brandeburgo-Bayreuth | Cristiano Ernesto di Brandeburgo-Bayreuth   |  |  |       |  |  |                       |  |  |                                  |  |
|                                |                                     | Cristiana Eberardina di Brandeburgo-Bayreuth | Sofia Luisa di Württemberg                  |  |  |       |  |  |                       |  |  |                                  |  |
| Federico Cristiano di Sassonia |                                     | Cristiana Eberardina di Brandeburgo-Bayreuth |                                             |  |  |       |  |  |                       |  |  |                                  |  |
|                                |                                     | Giuseppe I d'Asburgo                         | Leopoldo I d'Asburgo                        |  |  |       |  |  |                       |  |  |                                  |  |
|                                |                                     | Giuseppe I d'Asburgo                         | Leopoldo I d'Asburgo                        |  |  |       |  |  |                       |  |  |                                  |  |
|                                |                                     | Giuseppe I d'Asburgo                         | Eleonora del Palatinato-Neuburg             |  |  |       |  |  |                       |  |  |                                  |  |
| Maria Giuseppa d'Austria       |                                     | Giuseppe I d'Asburgo                         |                                             |  |  |       |  |  |                       |  |  |                                  |  |
|                                |                                     | Guglielmina Amalia di Brunswick-Lüneburg     | Giovanni Federico di Brunswick-Lüneburg     |  |  |       |  |  |                       |  |  |                                  |  |
|                                |                                     | Guglielmina Amalia di Brunswick-Lüneburg     | Giovanni Federico di Brunswick-Lüneburg     |  |  |       |  |  |                       |  |  |                                  |  |
|                                |                                     | Guglielmina Amalia di Brunswick-Lüneburg     | Benedetta Enrichetta del Palatinato         |  |  |       |  |  |                       |  |  |                                  |  |
| Maria Amalia di Sassonia       |                                     | Guglielmina Amalia di Brunswick-Lüneburg     |                                             |  |  |       |  |  |                       |  |  |                                  |  |
|                                | Massimiliano II Emanuele di Baviera | Ferdinando Maria di Baviera                  |                                             |  |  |       |  |  |                       |  |  |                                  |  |
|                                | Massimiliano II Emanuele di Baviera | Ferdinando Maria di Baviera                  |                                             |  |  |       |  |  |                       |  |  |                                  |  |
|                                | Massimiliano II Emanuele di Baviera | Enrichetta Adelaide di Savoia                |                                             |  |  |       |  |  |                       |  |  |                                  |  |
| Carlo VII di Baviera           | Massimiliano II Emanuele di Baviera |                                              |                                             |  |  |       |  |  |                       |  |  |                                  |  |
|                                |                                     | Teresa Cunegonda Sobieska di Polonia         | Giovanni III di Polonia                     |  |  |       |  |  |                       |  |  |                                  |  |
|                                |                                     | Teresa Cunegonda Sobieska di Polonia         | Giovanni III di Polonia                     |  |  |       |  |  |                       |  |  |                                  |  |
|                                |                                     | Teresa Cunegonda Sobieska di Polonia         | Maria Casimira Luisa de la Grange d'Arquien |  |  |       |  |  |                       |  |  |                                  |  |
| Maria Antonia di Baviera       |                                     | Teresa Cunegonda Sobieska di Polonia         |                                             |  |  |       |  |  |                       |  |  |                                  |  |
|                                |                                     | Giuseppe I d'Asburgo                         | Leopoldo I d'Asburgo                        |  |  |       |  |  |                       |  |  |                                  |  |
|                                |                                     | Giuseppe I d'Asburgo                         | Leopoldo I d'Asburgo                        |  |  |       |  |  |                       |  |  |                                  |  |
|                                |                                     | Giuseppe I d'Asburgo                         | Eleonora del Palatinato-Neuburg             |  |  |       |  |  |                       |  |  |                                  |  |
| Maria Amalia d'Asburgo         |                                     | Giuseppe I d'Asburgo                         |                                             |  |  |       |  |  |                       |  |  |                                  |  |
|                                |                                     | Guglielmina Amalia di Brunswick-Lüneburg     | Giovanni Federico di Brunswick-Lüneburg     |  |  |       |  |  |                       |  |  |                                  |  |
|                                |                                     | Guglielmina Amalia di Brunswick-Lüneburg     | Giovanni Federico di Brunswick-Lüneburg     |  |  |       |  |  |                       |  |  |                                  |  |
|                                |                                     | Guglielmina Amalia di Brunswick-Lüneburg     | Benedetta Enrichetta del Palatinato         |  |  |       |  |  |                       |  |  |                                  |  |
|                                |                                     | Guglielmina Amalia di Brunswick-Lüneburg     |                                             |  |  |       |  |  |                       |  |  |                                  |  |